# Syndiclis kwangsiensis
Syndiclis kwangsiensis là loài thực vật có hoa trong họ Nguyệt quế. Loài này được André Joseph Guillaume Henri Kostermans miêu tả khoa học đầu tiên năm 1969 dưới danh pháp Beilschmiedia kwangsiensis. Năm 1979, Li Hsi Wen chuyển nó sang chi Syndiclis.
Tên gọi trong tiếng Trung là 广西油果樟  (Quảng Tây du quả chương), nghĩa là long não quả dầu Quảng Tây.
Khi Kostermans mô tả Beilschmiedia kwangsiensis, ông trích dẫn Tsang 22586 (BO) là mẫu định danh. Sau đó, khi mô tả Potameia kwangsiensis (Adansonia, sér. 2, 17: 92. 1977), ông lại trích dẫn Tsang 22586 (P) là mẫu định danh. Các tác giả hiện tại coi B. kwangsiensis và P. kwangsiensis là những tên gọi riêng biệt vì chúng có các mẫu định danh khác nhau (các mẫu vật khác nhau, mặc dù lấy ra từ cùng một tập hợp). Li, khi tạo ra tổ hợp tên gọi mới Syndiclis kwangsiensis, đã trích dẫn B. kwangsiensis là danh pháp đồng nghĩa gốc và coi P. kwangsiensis là danh pháp đồng nghĩa thông thường.

## Mô tả
Cây gỗ từ nhỏ đến lớn, cao 8–23 m, đường kính ngang ngực 15–45 cm. Vỏ cây màu xám. Cành con một năm tuổi màu vàng nâu, thon búp măng, có sọc, bì khẩu dày đặc, nhẵn nhụi; cành con năm hiện tại màu nâu đỏ, góc cạnh ít/nhiều, có sọc, mụn cóc dày đặc, nhẵn nhụi. Chồi đầu cành nhỏ, hình trứng; vảy chồi dày lông tơ màu gỉ sắt. Lá mọc so le; cuống lá 1-1,5 cm, phẳng-lồi, nhẵn nhụi; phiến lá màu xanh xám phía xa trục và màu vàng-nâu ở mặt gần trục khi khô, hình elip đến hình trứng-elip, 10-13 × 5–7 cm, dạng giấy khi còn non nhưng gần như da khi trưởng thành, gân bên 6 đôi, gân bên xiên ở gốc, gần gốc lá và rất phát triển, gân bên và gân giữa nhô cao rõ rệt ở mặt xa trục, chìm ở mặt gần trục, gân ngang và gân con xếp thành lưới, dễ thấy ít/nhiều và có hố nông trên cả hai mặt khi còn non, mờ đi ở mặt xa trục và dễ thấy ở mặt gần trục khi trưởng thành, gốc lá hình nêm rộng tới thuôn tròn, gần đều ở hai bên, mép lá cuốn ngoài và gợn sóng, đỉnh nhọn đột ngột, phần nhọn tù và tới 2 cm. Chùy hoa ở nách lá, (2,5-)3-6,5 cm, thường đơn độc nhưng luôn có 2 hoặc ba nhánh, ít hoa, không có lá hoa; cuống chùy hoa màu nâu đỏ, (1,5-)2–3 cm, ép nhiều/ít, nhẵn nhụi, các nhánh ngắn, 1-1,5 cm; lá bắc con hình giùi, nhỏ, ngắn hơn 1 mm, chóng tàn. Cuống hoa thanh mảnh, tới 3 mm, nhẵn nhụi. Hoa màu vàng, nhỏ, khoảng 2 x 2 mm. Bao hoa nhẵn nhụi cả bên ngoài lẫn bên trong; ống bao hoa hình nón ngược, khoảng 1 mm; thùy bao hoa 4, hình tam giác rộng-hình trứng, khoảng 1 x 1 mm, tù. Nhị sinh sản 4, hơi thò ra; chỉ nhị hơi dài hơn bao phấn, có lông nhung, 2 chỉ nhị bên ngoài mỗi cái có 2 tuyến; bao phấn hình tam giác rộng, khoảng 0,5 mm, nhọn, 2 ngăn; các ngăn hướng vào trong. Nhị lép 4, đối diện với nhị sinh sản, thẳng, khoảng 0,6 mm, nhẵn nhụi, thu nhỏ dần ở đỉnh. Đầu nhụy nhỏ, không dễ thấy. Quả thuần thục hình cầu, dài tới 5 cm, màu nâu đỏ khi khô, nhẵn, không lông, tròn và nhọn đột ngột ở đỉnh; vỏ quả ngoài dạng bần. Hạt 1, hình cầu. Ra hoa tháng 4, tạo quả tháng 10.

## Phân bố và môi trường sống
Loài này có trong khu vực tây nam tỉnh Quảng Tây, Trung Quốc.
Rừng rậm trong thung lũng trên đất đồi; ở cao độ 300–700 m tại tây nam tỉnh Quảng Tây (Thập Vạn Đại Sơn, Shiwan Dashan, 十万大山).